# Puente de San Martín (Toledo)
El puente de San Martín es un puente medieval sobre el río Tajo situado en la zona oeste de la ciudad española de Toledo.

## Historia
Se encuentra situado en la ciudad de Toledo, perteneciente a la comunidad autónoma española de Castilla-La Mancha.

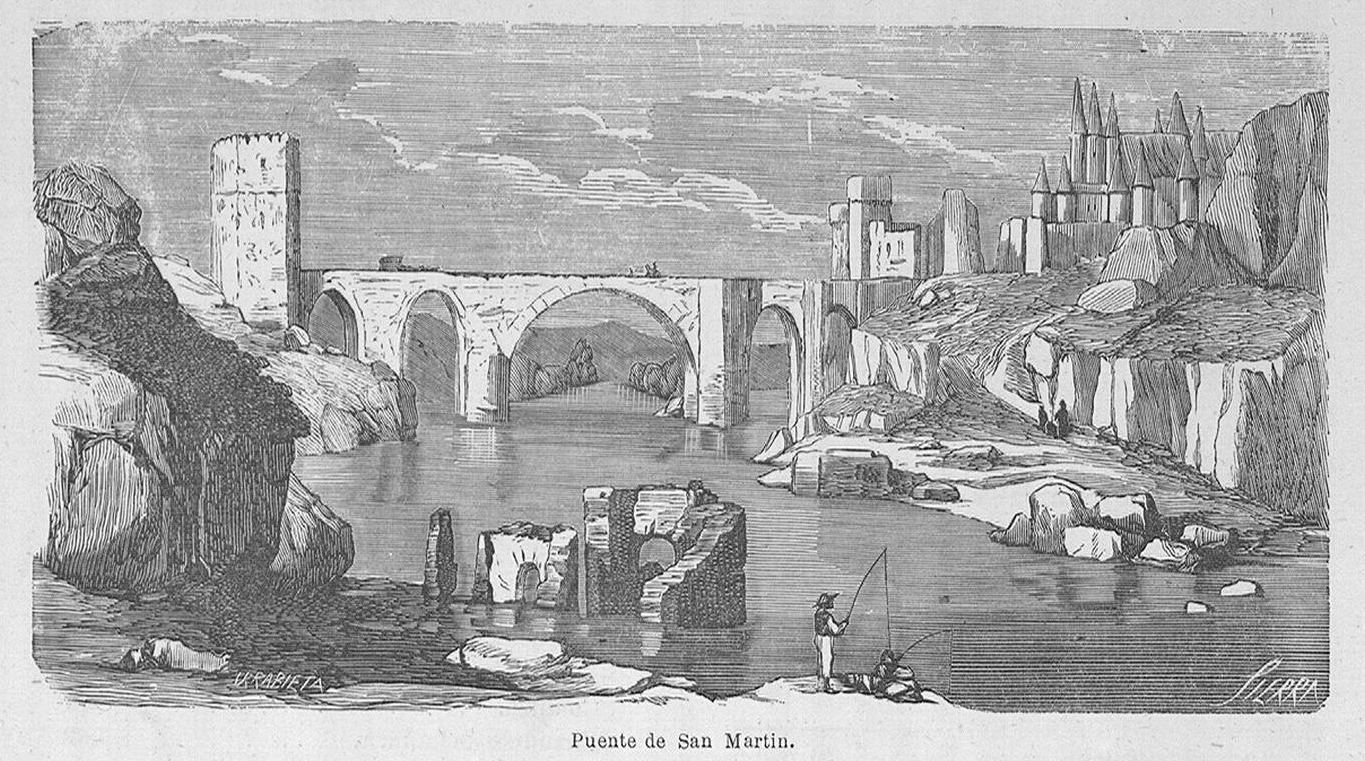
Dibujo del puente de Urrabieta, grabado de Sierra, publicado en 1866 en la Crónica de la provincia de Toledo de Eduardo de Mariátegui.

Fue construido originalmente en el siglo XIII, tomando el nombre de la parroquia a cuya jurisdicción pertenecía: San Martín. En su construcción es probable que se tomara como modelo el puente de Alcántara, aunque tuvieron que proyectarse más ojos por la mayor anchura del Tajo en este punto de su curso. A mediados del siglo XIV, hacia 1355, Pedro I de Castilla habría prendido fuego a las puertas del puente, y en 1368 volvió a sufrir daños.
Fue restaurado por el arzobispo Pedro Tenorio, hacia 1390, que hizo construir el gran arco central y los dos torreones almenados de los extremos. El puente es todo de sillería. Durante el reinado de Carlos II de España se reformó, ensanchándose sus accesos, y un siglo más tarde se pavimentó. De ambas reformas queda una inscripción en el muro interior del torreón de entrada, con el escudo imperial flanqueado por dos reyes sedentes.

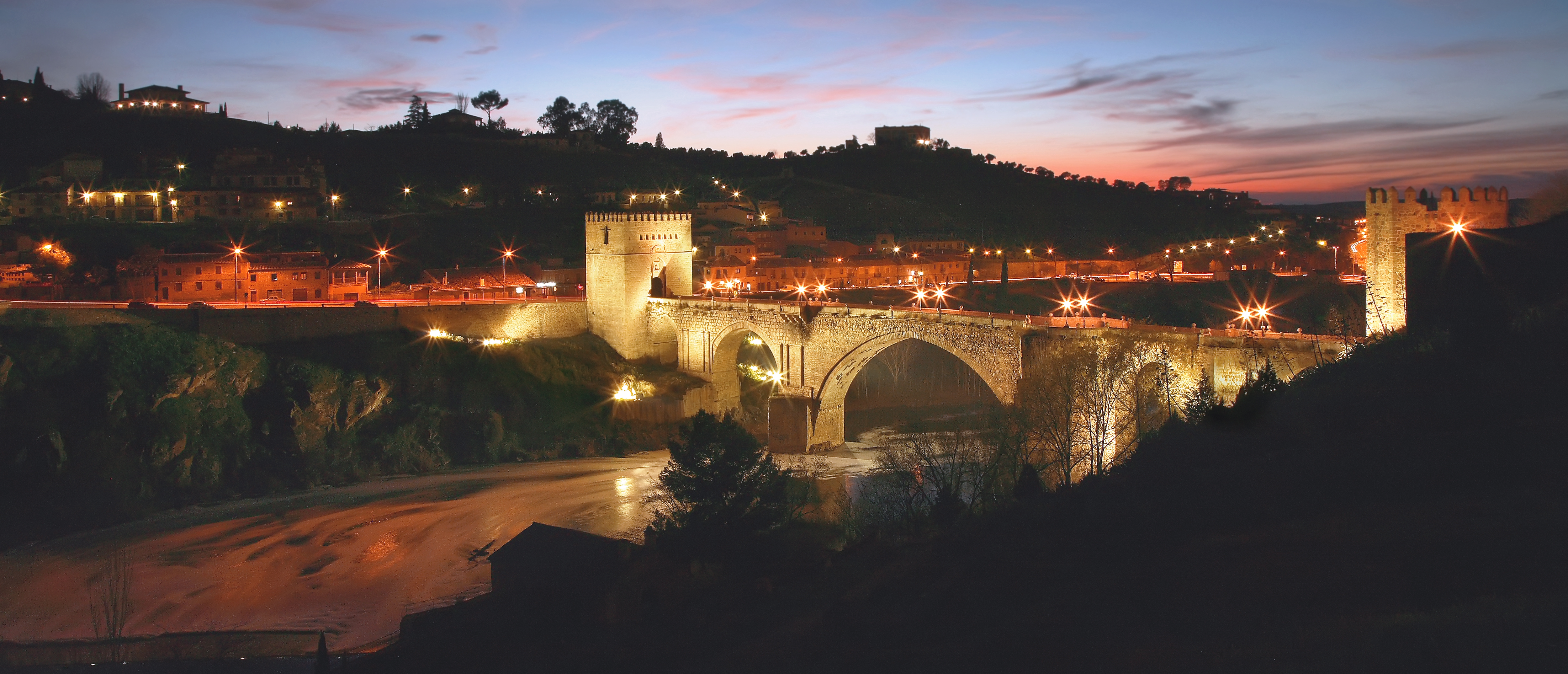
Vista nocturna del puente

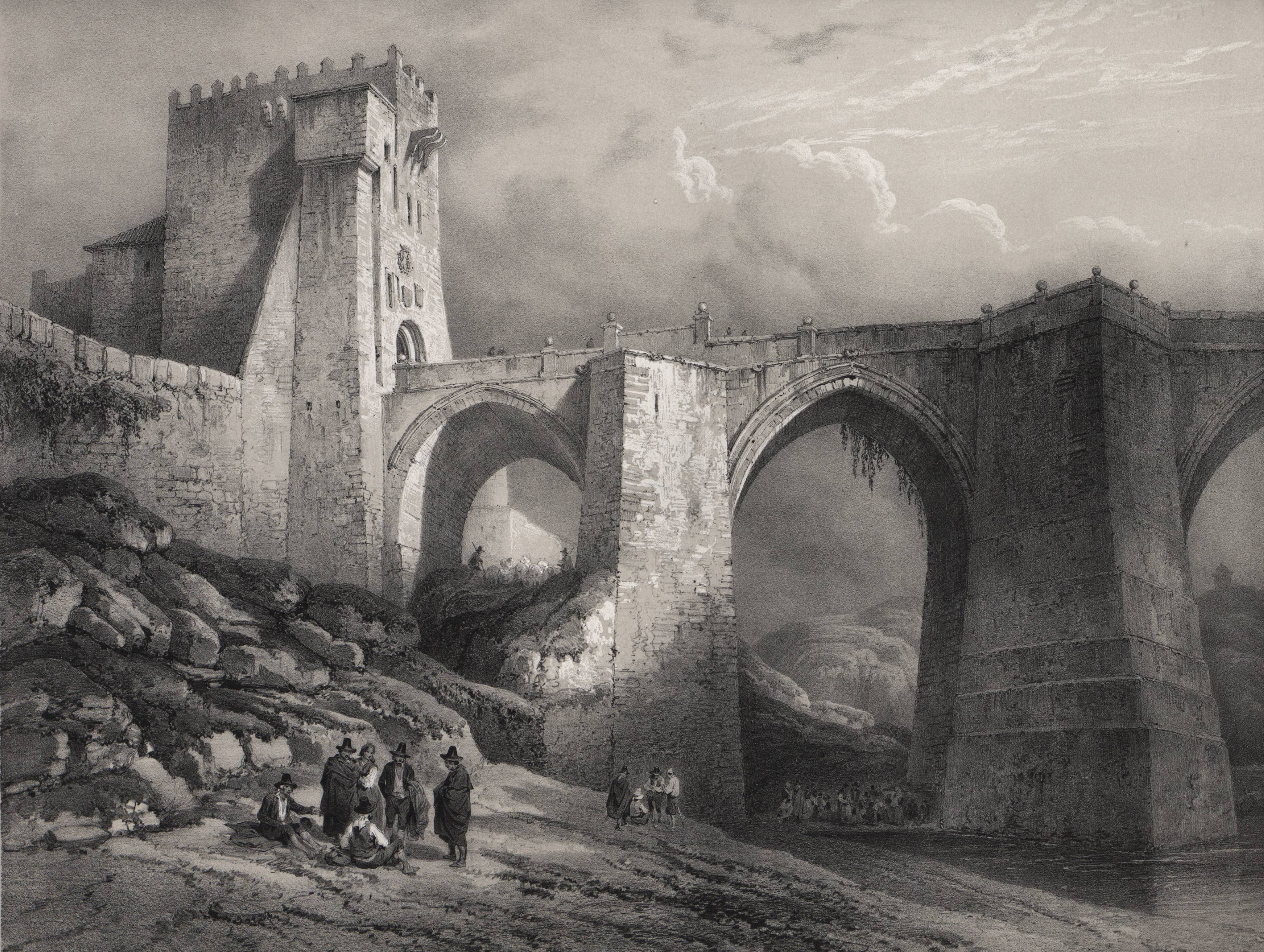
Vista del puente en el tercer volumen de España artística y monumental (1850). Litografía a partir de un dibujo de Genaro Pérez de Villaamil.

De estilo múdejar, el 21 de diciembre de 1921 fue declarado «Monumento nacional». En la actualidad cuenta con el estatus de bien de interés cultural.